# Bregenzský les (region)
Bregenzský les (německy Bregenzerwald  poslech) je název regionu v rakouské spolkové zemi Vorarlbersko nacházejí se z větší části v pohoří stejného jména. Region v podstatě zahrnuje vše v povodí řeky Bregenzer Ach na jihovýchod od Bregenzu, poblíž Bodamského jezera, až po průsmyk Hochtannberg.
Bregenzský les je známý především svou architekturou, péčí o krajinu prostřednictvím třístupňového zemědělství (Maiensäss), s ním souvisejícími mléčnými výrobky a zimními sporty.

## Název
Region, podobně jako stejnojmenné pohoří, odvozuje svůj název od Bregenzu, dnešního hlavního města Vorarlberska, který leží na úpatí hor na březích Bodamského jezera.
Německý název „Bregenzerwald“ je termín běžně používaný ve Vorarlbersku a povětšinou také ve zbytku Rakouska. V Německu se někdy používá dvouslovná verze „Bregenzer Wald“. Dieter Seibert, autor Průvodce Alpského spolku pro tento region, upozorňuje, že region již dávno není pouze zalesněnou oblastí, ale kulturní krajinou s vysokohorskými pastvinami, takže se již nedá mluvit o bregenzském „lese“, a dvouslovný zápis je již tedy zastaralý.
Naproti tomu název Bregenzerwaldgebirge (česky pohoří Bregenzský les) se používá v souvislosti s členěním Východních Alp na podskupiny. Oba termíny nejsou shodné a překrývají se pouze částečně. Region Bregenzský les zahrnuje také části Algavských Alp a pohoří Lechquellengebirge. Pohoří Bregenzský les naopak zasahuje i do údolí Alpského Rýna, údolí Walgau a údolí Große Walsertal.

## Geografie
Bregenzský les hraničí na západě s oblastí Bodamského jezera a s Rýnským údolím, na severu s Německem konkrétně s Bavorskem (okresy Lindau a Oberallgäu), na severovýchodě s údolím Kleinwalsertal, na východě prostřednictvím průmysku Tannberg s oblastí Arlberského průsmyku a na jihu s údolím Große Walsertal.

### Členění regionu

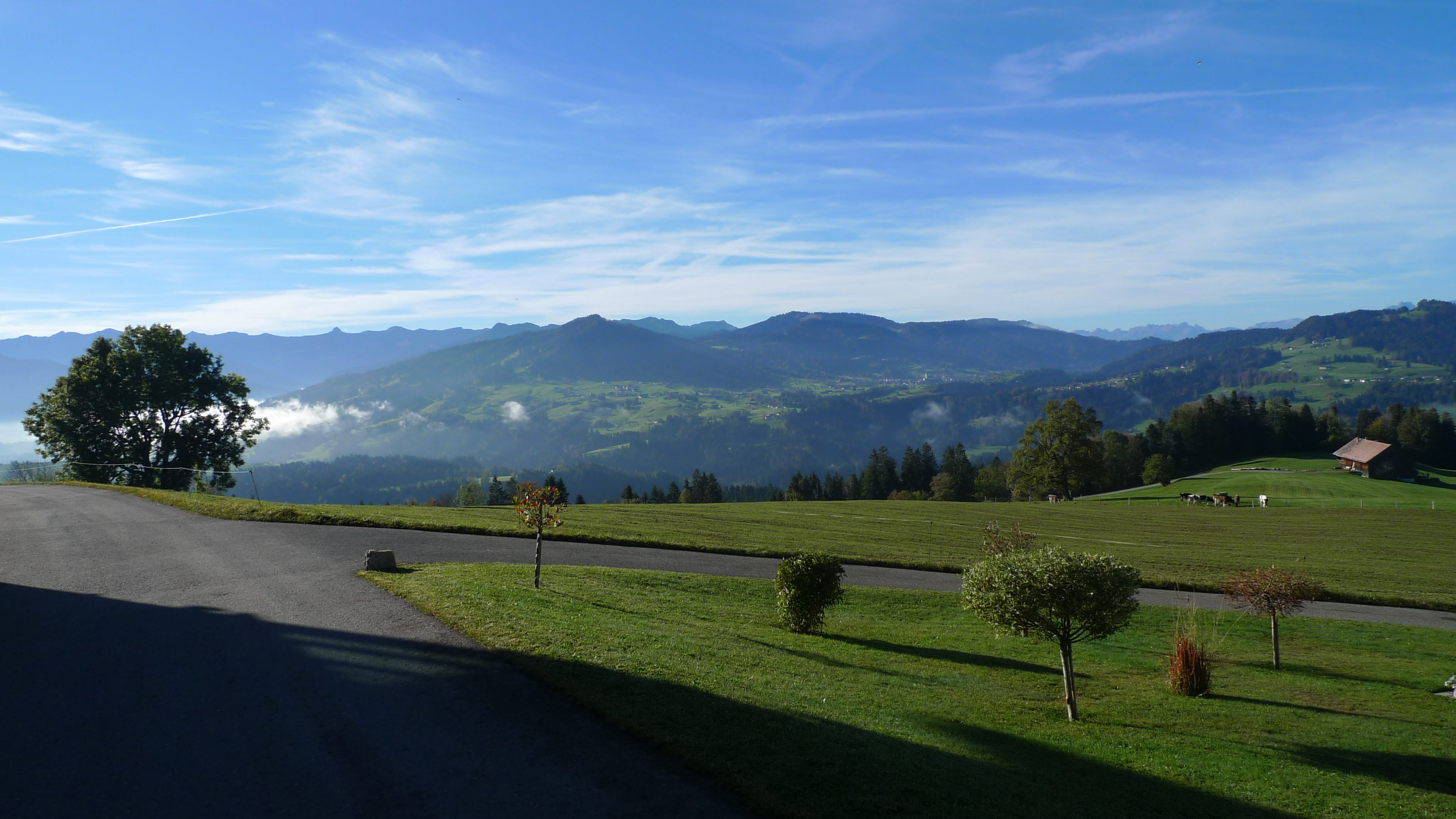
Přední Bregenzský les

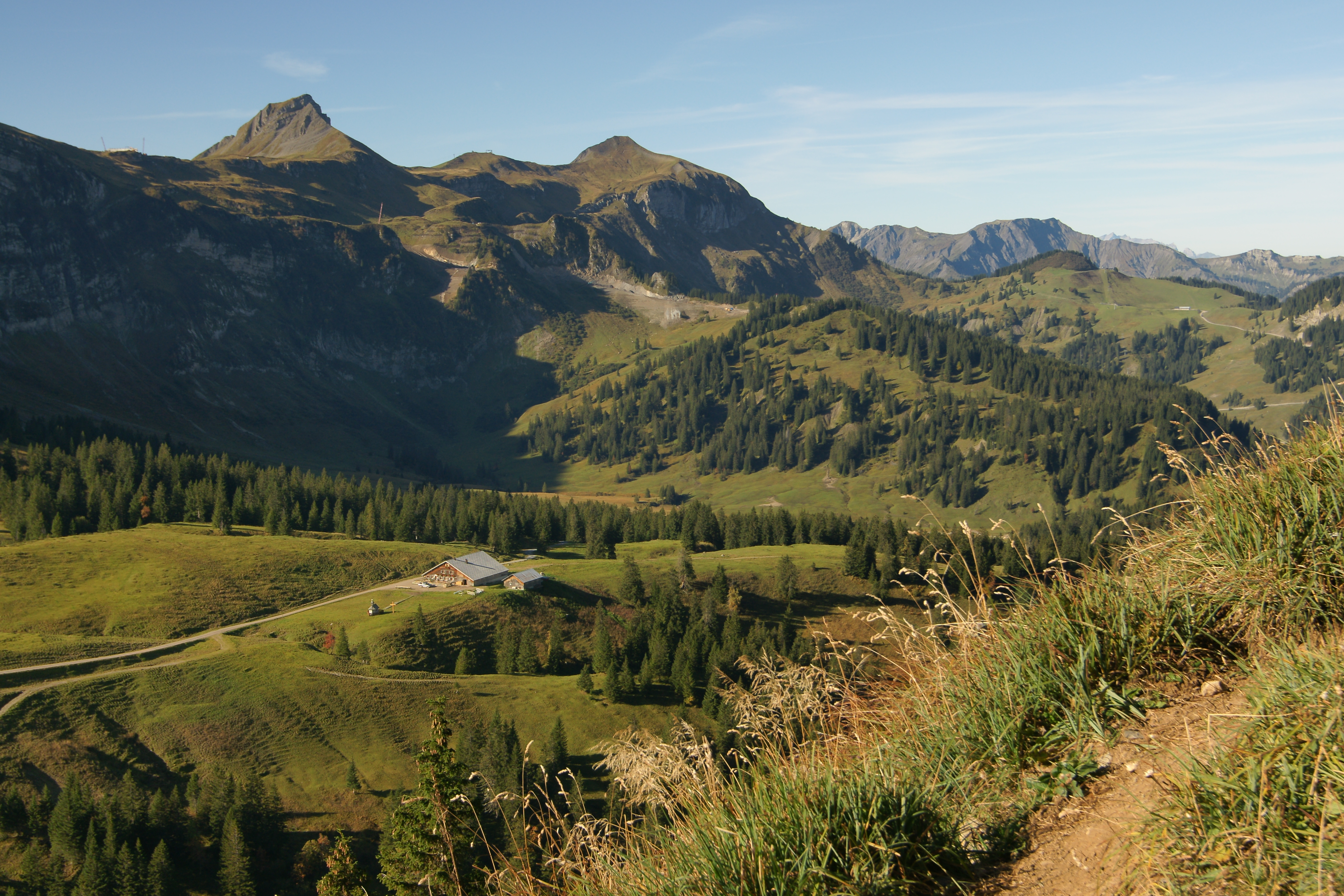
Zadní Bregenzský les

Obyvatelé regionu často rozdělují Bregenzský les na dvě hlavní oblasti, Vorderer Bregenzerwald („Přední Bregenzský les“) a Hinterer Bregenzerwald („Zadní Bregenzský les“). Přední Bregenzský les se svými kopci a nízkými horami navazuje na Rýnské údolí. Zadní Bregenzský les má vyšší hory s nadmořskou výškou až 2000 metrů a obecně spíše vysokohorský charakter. Každý z těchto dvou subregionů má své vlastní charakteristické dialektové variace.
Z historických důvodů je trhová obec Bezau považována za "hlavní město" regionu, ačkoli trhová obec Egg spolu s obcemi Alberschwende a Andelsbuch jsou z hlediska počtu obyvatel větší. V případě Alberschwende je to dáno jeho historickou propojeností s Rýnským údolím a regionem Hofsteig, namísto s Bregenzským lesem.

Obce Bregenzského lesa na mapě Vorarlberska

### Obce v Bregenzském lese
| Přední Bregenzský les (červeně) | Zadní Bregenzský les (modře) |
| ------------------------------- | ---------------------------- |
| 1. Alberschwende                | 1. Egg                       |
| 2. Doren                        | 2. Andelsbuch                |
| 3. Sulzberg                     | 3. Schwarzenberg             |
| 4. Langenegg                    | 4. Bezau                     |
| 5. Krumbach                     | 5. Reuthe                    |
| 6. Riefensberg                  | 6. Bizau                     |
| 7. Lingenau                     | 7. Mellau                    |
| 8. Hittisau                     | 8. Schnepfau                 |
| 9. Sibratsgfäll                 | 9. Au                        |
|                                 | 10. Damüls                   |
|                                 | 11. Schoppernau              |
|                                 | 12. Schröcken                |
|                                 | 13. Warth                    |

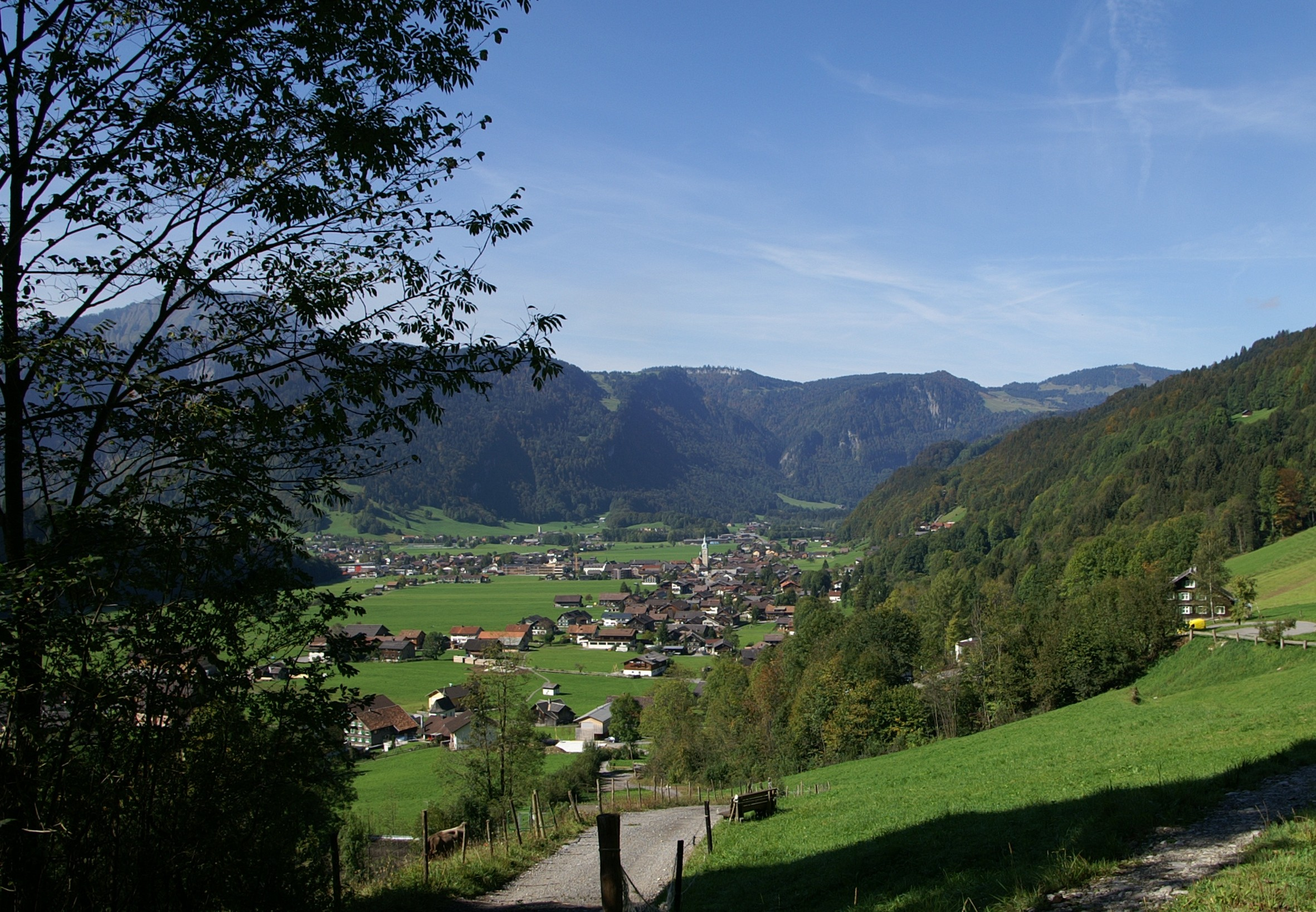
Bezau, historické hlavní "město" Bregenzského lesa

Obce Langen a Buch se nacházejí v oblasti Bodamského jezera – Rýnského údolí, ale jsou to také zastávkami na Sýrové cestě Bregenzským lesem.
Také německá obec Balderschwang (Bavorsko) geograficky i historicky patří k přednímu Bregenzskému lesu. V roce 1805 byl uzavřen Prešpurský mír a tato obec tak byla spolu s celým Vorarlberskem odtržena od Předních Rakous a připojena k tehdejšímu Bavorskému království. Zatímco Vorarlbersko, včetně všech ostatních obcí, se roku 1814 vrátily pod správu Rakouska, Balderschwang zůstal z nevysvětlitelných důvodů při vytyčování hranic v Bavorsku. Dnes tato obec spadá do švábského okresu Oberallgäu.
Obce Egg, Andelsbuch a Schwarzenberg jsou často označovány jako Střední Bregenzský les.
Soudní okres Bezau se úplně nepřekrývá s oblastí Bregenzského lesa: obce Alberschwende, Doren, Riefensberg a Sulzberg jsou podřízeny soudnímu okresu Bregenz, zatímco údolí Kleine Walsertal, které není součástí Bregenzského lesa, spadá naopak také pod soudní okres Bezau.

## Historie
Kolem roku 1000 byl tehdy zcela zalesněný Bregenzský les směrem od Bregenzu postupně osídlen a obděláván. Naproti tomu nejvýše položené oblasti osídlili v pozdním středověku Walserové, kteří pocházeli ze švýcarských oblastí Graubünden a Valais.
Zatímco severní části Bregenzského lesa (obce Alberschwende, Lingenau a Sulzberg) patřily k panství Bregenz, obec Damüls a tzv. Vnitřní Bregenzský les byly součástí panství Feldkirch. Toto rozdělení, ustanovené již roku 1338, je základem dodnes běžného rozlišování mezi Předním a Zadním Bregenzským lesem.
Správní scelování obcí, tehdy zvaných soudy, v oblasti dnešního Bregenzského lesa, začalo již ve vrcholném středověku. V roce 1390 došlo k prodeji hrabství Feldkirch a Vnitřní Bregenzský les tak spolu s obcí Damüls připadl Rakousku. Stejným způsobem následovaly v roce 1451 obce Lingenau a Alberschwende. Dnes již neexistující soudní okres Tannberg s obcemi Schröcken a Warth se stal součástí Rakouska v roce 1453 a v roce 1523 Habsburkové konečně získali také obec Sulzberg.

### Selská republika

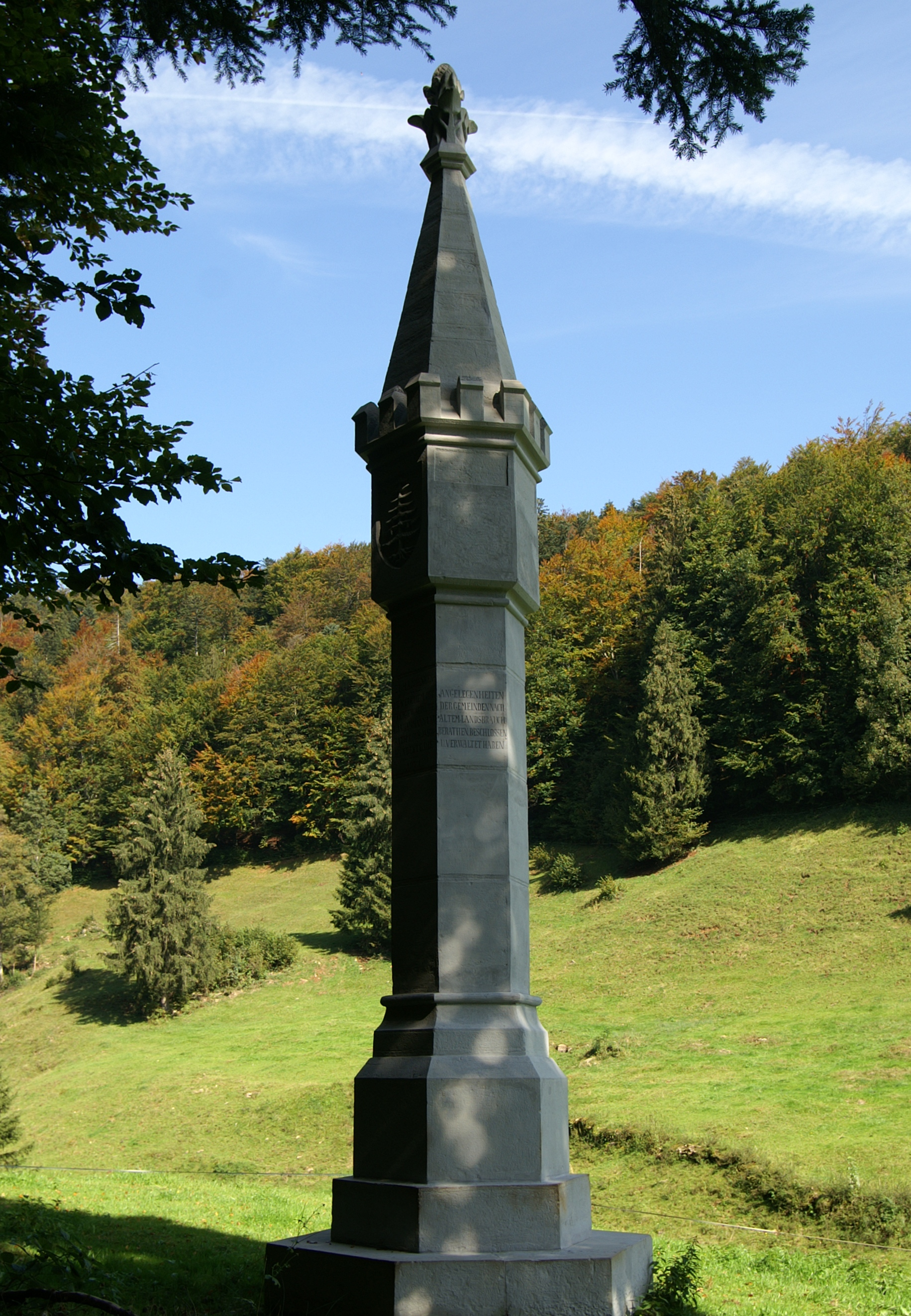
Kamenný sloup Bezegg-Sul

Po roce 1380 se zejména ve Vnitřním Bregenzském lese rozvinula rolnická samospráva (tzv. selská republika) s vlastní svobodnou venkovskou komunitou, vlastní ústavou (zemský mrav) a tzv. vysokým a hrdelním právem. Představeným byl volen tzv. landammann, doslova zemský amman (úředník), většinou z nejváženějších rodin v Bregenzském lese. Mnoho známých příjmení, která původně pocházejí z Bregenzského lesa, lze nalézt na Landammännertafel, dochované desce, na kterou se zaznamenávala jména a erby zemských ammanů. Mezi nejznámější a dodnes velmi častá příjmení patří např. Feurstein, Meusburger či Metzler.
Landammann byl volen svobodně, jeho radnice se nacházela na místě zvaném Bezegg mezi obcemi Bezau a Andelsbuch. Bezegg-Sul, kamenný sloup který zde dnes stojí, připomíná bývalou radnici.
Existenci selské republiky na území Bregenzské lesa potvrzují zápisy kapucínského otce Stanislause Saurbecka (1595–1647): Dle jeho slov byl na počátku 17. století Bregenzský les „rozlehlou nerozvinutou divočinou“, která “měla špatnou pověst již v kronikách 16. století“:

### Misijní činnost
Kronikáři popisují „(nízkou) úroveň mravního a náboženského života“ obyvatel, kteří, „ačkoli pocházeli z katolických rodičů“, zachovali si zvyky a způsoby pohanských předků, „jako do očí bijící pověry“. Tamní ženy byly ve svém chování „syrové, divoké, nemorální, nestydaté a vzteklé, přesto však skvěle oblečené.“
„Důkladná obnova a mravní proměna v celém Bregenzském lese“ proběhla teprve z iniciativy pátera Stanislause: Kapucíni „pospíchali od chaty k chatě, od vesnice k vesnici ve své neukojitelné žízni po duších, poučovali lidi prostřednictvím rozhovorů, křesťanských učení a kázání, a neodpočinuli a neoddechli si, dokud se ledový příkrov nezhroutil a hrubé a chladné mysli neroztály."
V důsledku misijní činnosti došlo v údolí k „založení malého kapucínského kláštera. Dne 12. července 1655 položil opat z Mehrerau Heinrich Amberg základní kámen kláštera (v Bezau). Dne 22. října 1656 klášterní kostel vysvětil kníže-biskup Johann von Praßberg.

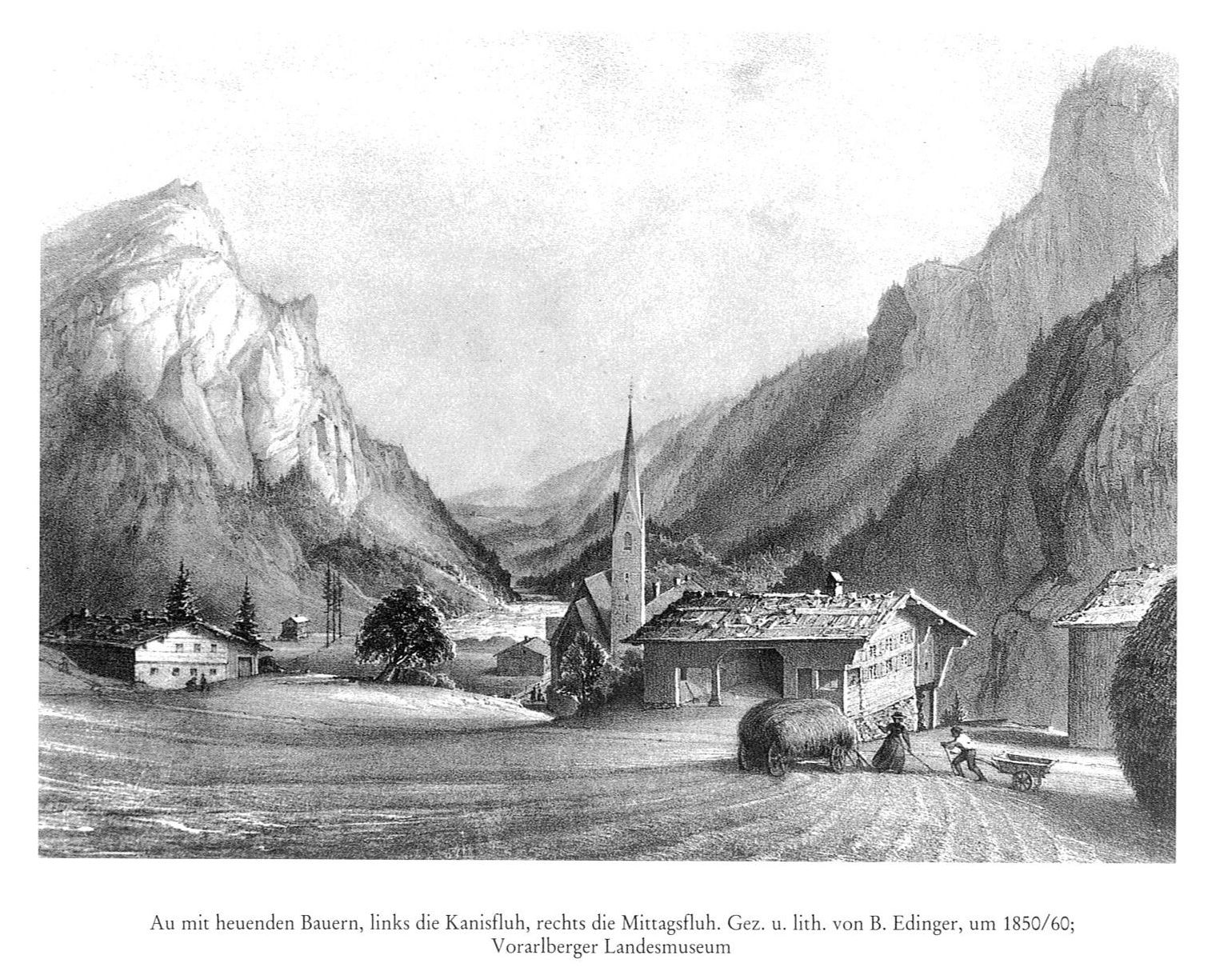
Bregenzský les kolem roku 1850

Již v roce 1658 byla zrušeny poslední poddanské povinnosti vůči klášteru Mehrerau – tedy 190 let před oficiálním zrušením poddanství pro sedláky v roce 1848.
Obyvatelé Bregenzského lesa se tedy na rozdíl od většiny tehdejších sedláků mohli usadit jako svobodní kdekoli. Především ve Švábsku lze dnes najít mnoho jmen, která pocházejí až z Bregenzského lesa.
Rolnická ústava byla během napoleonských válek zrušena a poté již nebyla znovu obnovena. Ještě na začátku 20. století existovalo nespočet horských pastvin a statků, na kterých se provozovalo zemědělství, chov dobytka a výroba sýrů. I dnes je většina původních horských pastvin nadále obdělávána, ale výrazně menším počtem zemědělců.
Přibližně až do roku 1900 muselo mnoho dětí z Bregenzského lesa od května do října odjíždět do Švábska v Bádensku-Württembersku (Německo), aby tam pracovaly na statcích. Díky tomu museli rodiče v létě živit o jedno dítě méně. Pro tyto děti se později ujalo označení Švábské děti.
Bregenzský les je známý svou typickou architekturou. Ta byla zpodobněna také na zadní straně bankovky v hodnotě 100 šilinků z roku 1970.

## Kultura

### Dialekt

Modře vyznačené jsou alemanské dialekty, kterými se mluví také v Bregenzském lese

Vzhledem k tomu, že byl celý region osídlen Alamany, převládají již od 5. století v Bregenzském lese zejména alemanské dialekty od Bodamského jezera. V průběhu staletí probíhal čilý obchod se zbožím, který s rostoucím počtem manželství a rodinných sítí vedl k jazykovému prolínání s okolními dialekty. Vliv Allgäuského alemanského dialektu je slyšet zejména v severozápadní části Bregenzského lesa (= Přední Bregenzský les), přičemž tento dialekt je velmi podobný dialektu ze západního Allgäu. Naproti tomu ve Středním a Zadním Bregenzském lese dominují jazykové formy, které vykazují silnější spojení s regionem Hofsteig (údolí Alpského Rýna) a městem Dornbirn.
Zatímco všechny výše zmíněné dialekty patří do střední alemanštiny, ve vysoko položených vesnicích Damüls, Schröcken a Warth se mluví dialekty horní alemanštiny. Je to dáno tím, že tato místa byla ve vrcholném středověku osídlena Walsery, kteří se do oblasti dnešního Vorarlberska přistěhovali z kantonu Graubünden.
Mimo Bregenzský les jsou však všechny tamní dialekty vnímány jako idiom, který se i přes svoji mnohovrstevnatost a značné místní a regionální zvláštnosti jasně vymyká ostatním vorarlberským nářečím, a má tudíž i svoje vlastní jméno – "Wälderisch". Je však třeba poznamenat, že ačkoli místní často hovoří o Vorarlberštině (Vorarlbergerisch), oficiálně neexistuje ani jednotný vorarlberský dialekt – místní a regionální odchylky jsou velmi výrazné. Úředním jazykem ve Vorarlbersku je spisovná němčina (Hochdeutsch).
Dialekty Bregenzského lesa jsou velmi dobře zdokumentovány v pětidílném Vorarlberském jazykovém atlase včetně Lichtenštejnského knížectví, Západního Tyrolska a Allgäu ( tzv. VALTS).

### Tradiční kroj

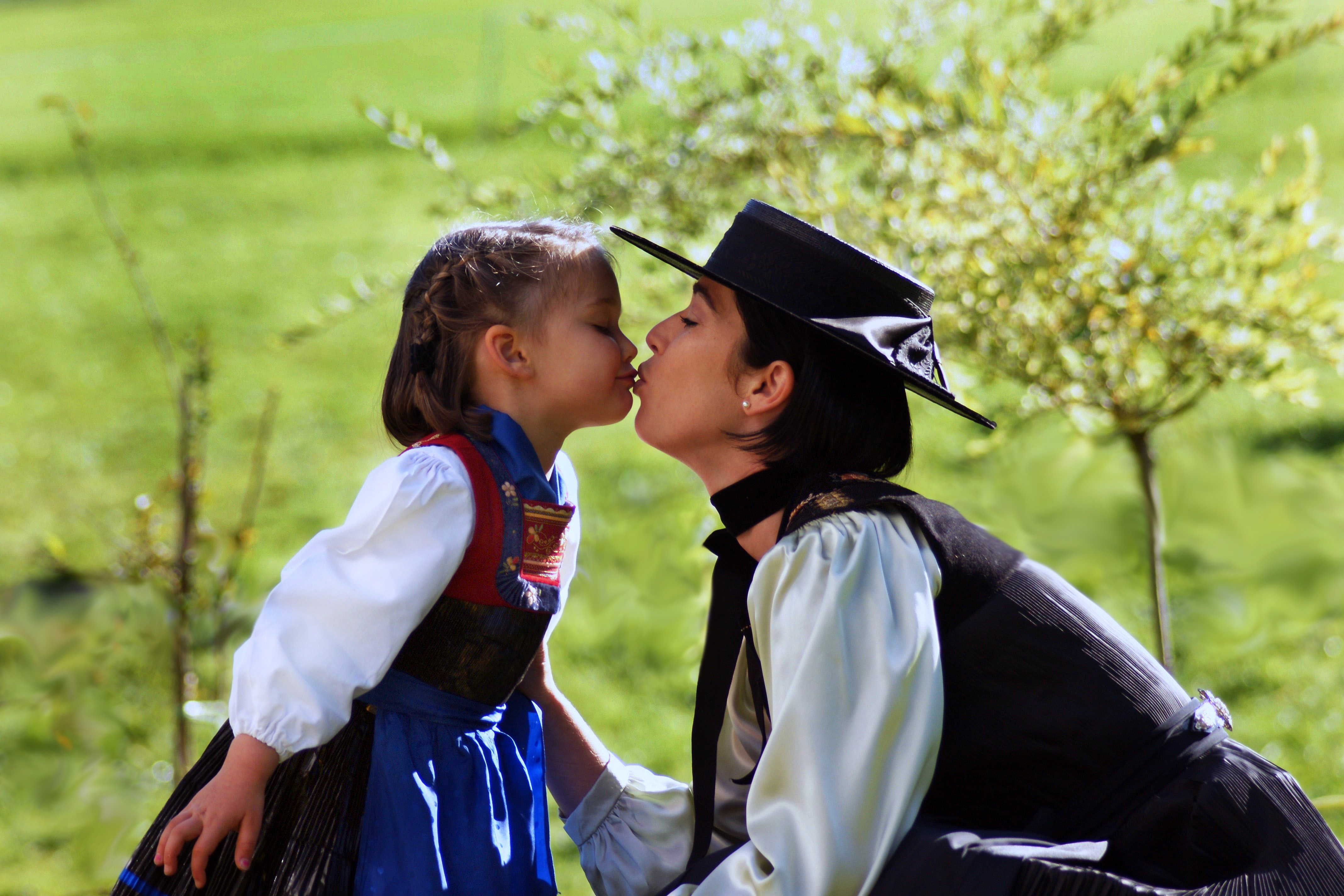
Matka s dcerou v tradičním kroji

Tradiční kroje („Tracht“) mají ve Vorarlbersku dlouhou historii. Mnoho údolí a vesnic má svůj vlastní druh oděvu, každý se zvláštními charakteristikami z určitých stylových období. Kroj z oblasti Bregenzského lesa je nejstarší, pochází z 15./16. století a je také nazýván „d'Juppô“ (bavorsky: „Juppe“). Celý Tracht se skládá z několika prvků: „Juppe“ (zástěra), pokrývka hlavy (čepice či klobouk), halenka, „Tschopa“ (bunda) a punčochy. Účes (například vlasy s copánky) může být také součástí Trachtu.
V 70. letech 20. století nosilo Tracht jen velmi málo Vorarlberčanů. Důvodem byly přísné předpisy týkající se jeho nošení. Například ženy z Bregenzského lesa s krátkými vlasy neměly Tracht nosit, protože jejich vlasy byly příliš krátké pro upletení vhodného účesu (tzv. „Wälderzöpfe“). Teprve když se v 90. letech uvolnily předpisy a individualizovalo se oblečení, stalo se nošení Trachtu populárnějším. Dnes se tradiční kroj nosí hlavně při slavnostních příležitostech. V Riefensbergu se tradiční Tracht stále vyrábí. Existuje také „Zemské krojové sdružení“ (něm. Landestrachtenverband), které podporuje obyvatele a hudební kapely nosící vorarlberský Tracht.

### Architektura

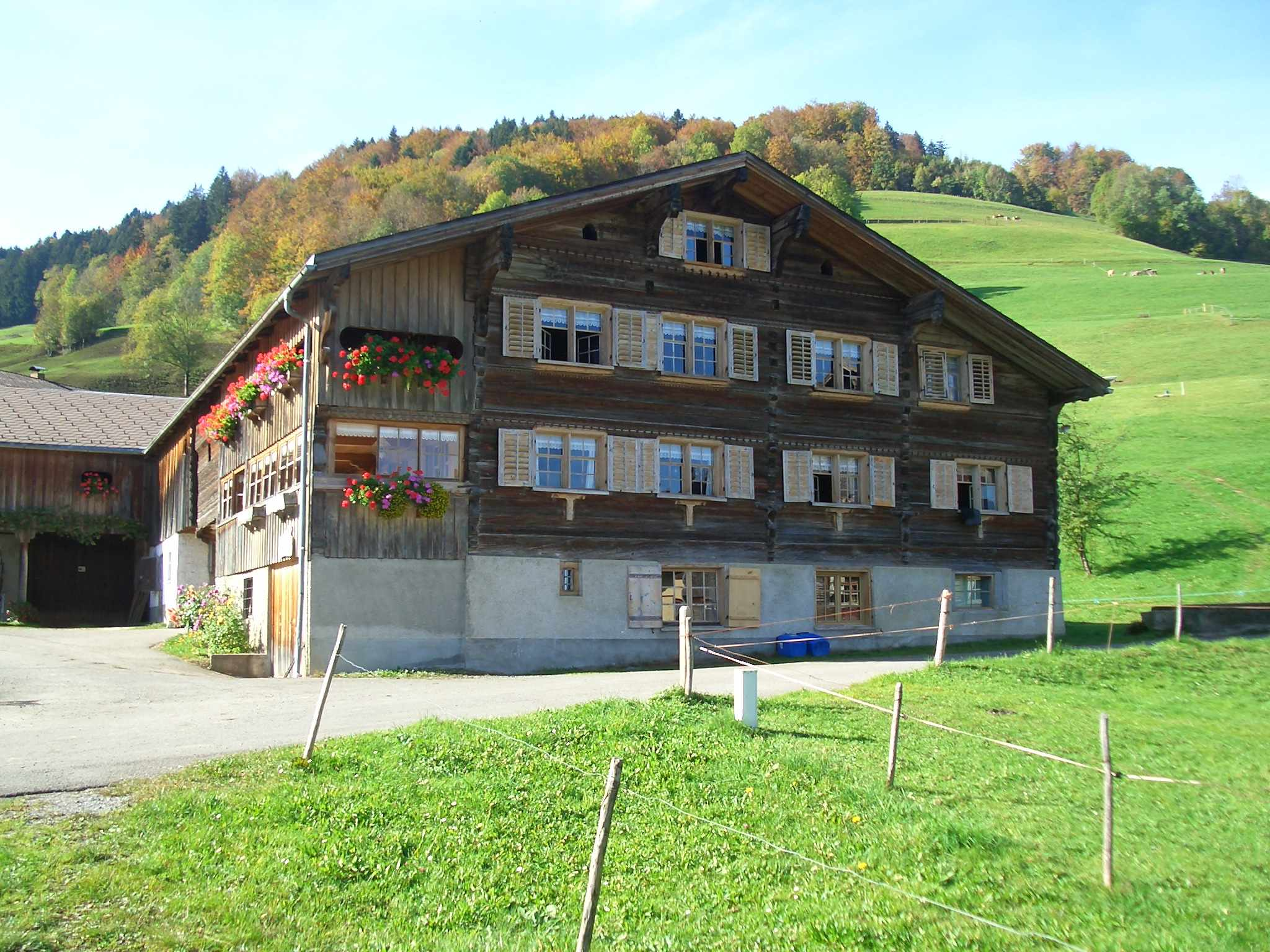
Typický dům v Bregenzském lese (obec Schwarzenberg)

Svébytný architektonický typ domů, zvaný Bregenzerwälderhaus je spolu s podobnými typy domů z ostatních regionů Vorarlberska (mj. Walserhaus a Montafonerhaus) zvláště důležitý pro historickou architekturu a neodmyslitelně patří k horské alpské krajině Bregenzského lesa. Původ vzhledu těchto domů sahá až do 15. století. Tradičními materiály používanými při stavbě těchto domů jsou kámen a dřevo.
V roce 2014 zřídila obec Krumbach v Bregenzském lese sedm autobusových zastávek, které navrhly mezinárodní architektonické kanceláře ve spolupráci s místními architekty a řemeslníky. Projekt nese název BUS: STOP Krumbach. Tyto mimořádné autobusové zastávky získaly zvláštní uznání v rámci rakouských státních cen za architekturu i státní cenu za Public Relations. I když se každá zastávka liší designem, všechny jsou určeny k jedinečné integraci architektury do přírodního prostředí.

## Ekonomika
Obyvatelstvo Bregenzského lesa žije z cestovního ruchu, zemědělství a obchodu, který je úzce spjat se zpracováním dřeva. Mnoho místních také za prací dojíždí do Rýnského údolí, hospodářského centra Vorarlberska. Sdružení Werkraum Bregenzerwald slučuje řemesela a obchod v regionu. Každé tři roky se koná soutěž „handwerk + form“, podporující rozvoj místních řemesel.

### Zemědělství

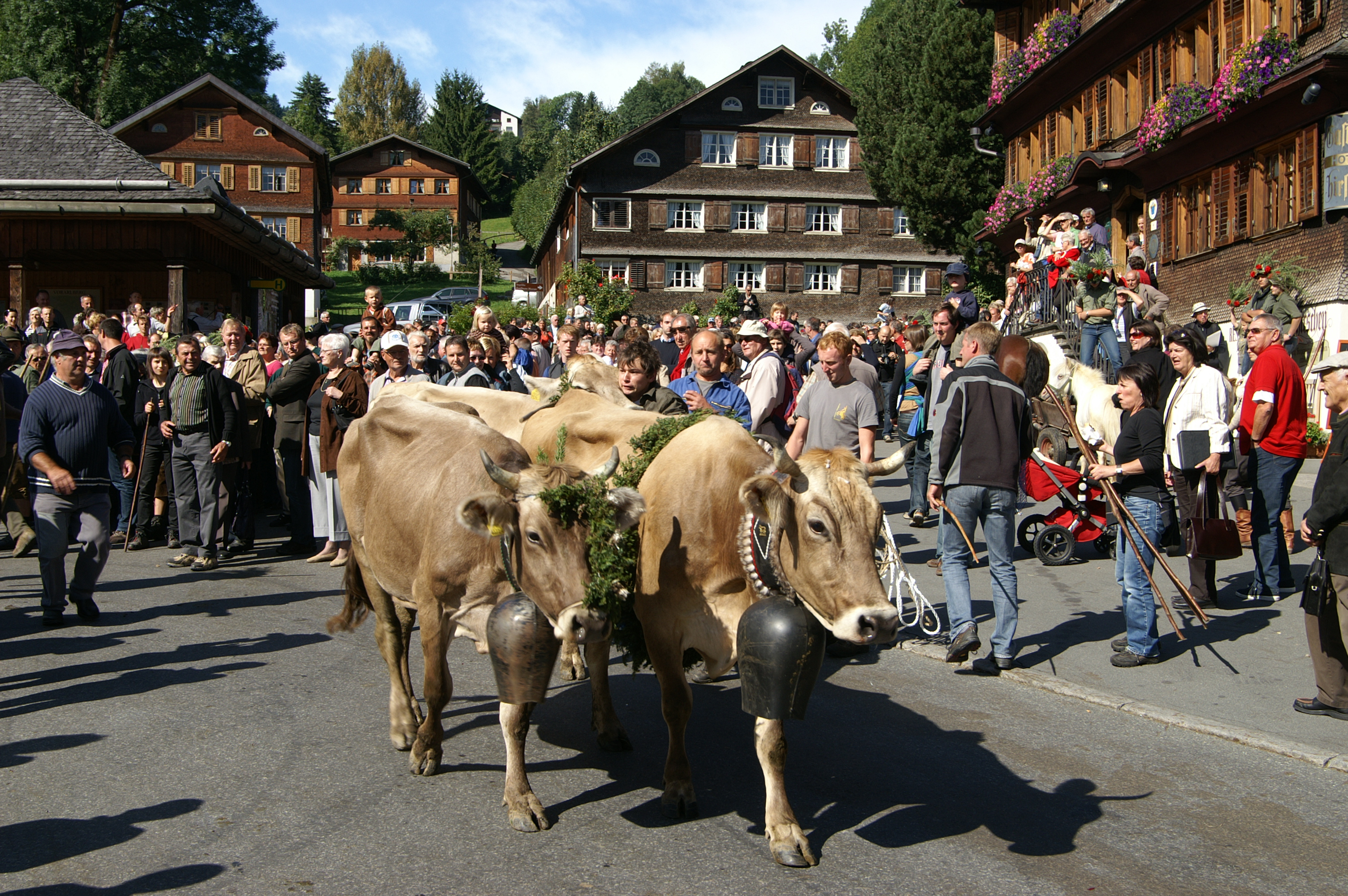
Přesun dobytka z horských pastvin do vesnic

Alpská transhumance je tradiční forma třístupňového zemědělství, praktikovaná v Bregenzském lese. Jedná se o sezónní přesun hospodářských zvířat mezi horskými a nížinnými pastvinami. Na jaře 2011 bylo třístupňové zemědělství v Bregenzském lese zařazeno na rakouský seznam nehmotného dědictví UNESCO. Při rozhodnutí bylo prohlášeno, že Bregenzský les je „působivá krajina na severní straně Alp“, která si „do značné míry zachovala svou tradiční zemědělskou strukturu“. Patří sem řádkové nebo návesní vesnice se zemědělskými usedlostmi pocházejícími z 18. a 19. století. Kromě toho existuje v rámci zemědělských komunit mnoho malých řemeslných dílen. Konkrétně byly zmíněny vesnice Thal (Sulzberg), Schwarzenberg a Schoppernau s jejich vynikajícími příklady původních hospodářských domů („Wälderhäuser“).
Místní mléko z třístupňového zemědělství se dále zpracovává a prodává v údolních mlékárnách či přímo v horských chatách, kde je podle starých tradic vyráběn horský sýr, tzv. bergkäse a další mléčné výrobky. Syrové mléko se vyrábí regionálně a bez použití sil.

### Kulinářství

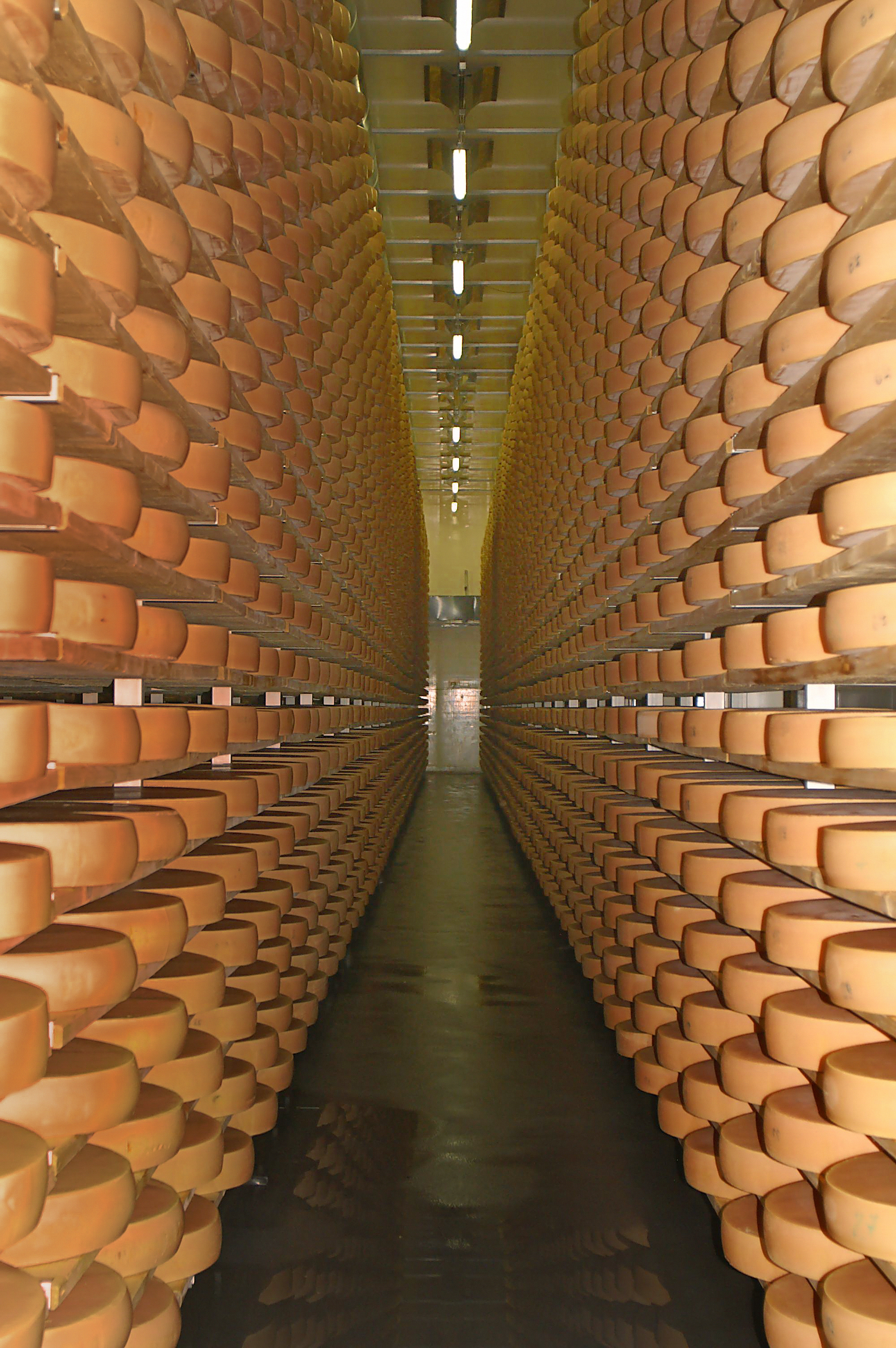
Sýrový sklep v Bregenzském lese

Bregenzský les je labužníkům znám především díky Sýrové cestě Bregenzským lesem. Ta sdružuje hospodáře, řemeslníky a obchodníky, kteří se věnují tradiční výrobě sýrů. Bregenzerwälder Bergkäse neboli horský sýr z Bregenzského lesa je specialita známá daleko za hranicemi země. Konzistence Bergkäse je poměrně tvrdá, někdy s malými otvory nebo prasklinami, se silnou chutí, která může být až ořechová. V užším slova smyslu je Bergkäse sýr vyráběný v nízkých pohořích (mezi 600 a 1500 m). Dalším typickým sýrem je Alpkäse (doslova „sýr z horských pastvin“ či „alpský sýr“). Jedná se o tvrdý sýr, který chutí a strukturou připomíná Bergkäse. Rozdíl mezi těmito sýry spočívá v období a místě výroby. Bergkäse se vyrábí celoročně, takže i v zimě, kdy jsou zvířata ve stájích a krmena senem. Alpkäse je sezónní produkt, který se vyrábí pouze v létě od května do září na vysokohorských loukách nad 1500 m, kde se zvířata pasou na alpských bylinách.
Selská tradice je ve Vorarlbersku pevně ukotvena. Restaurace a hostince stále více spoléhají na zpracování „voralberských produktů“ případně zasvěcují jednotlivá jídla určitému regionu. Například sedláci z vřesoviště u Krumbachu nabízejí návštěvníkům nejen komentované prohlídky vřesoviště, ale také mají celoročně na jídelním lístku alespoň jeden pokrm související s vřesovištěm.
Různé regionální produkty a výtvory můžete ochutnat také na kulinářských túrách. Tyto túry Bregenzským lesem jsou organizovány turistickými sdruženími a vedou návštěvníky do vybraných restaurací na snídani a oběd, přičemž všechny se zaměřují na vorarlberské produkty a speciality.

### Cestovní ruch

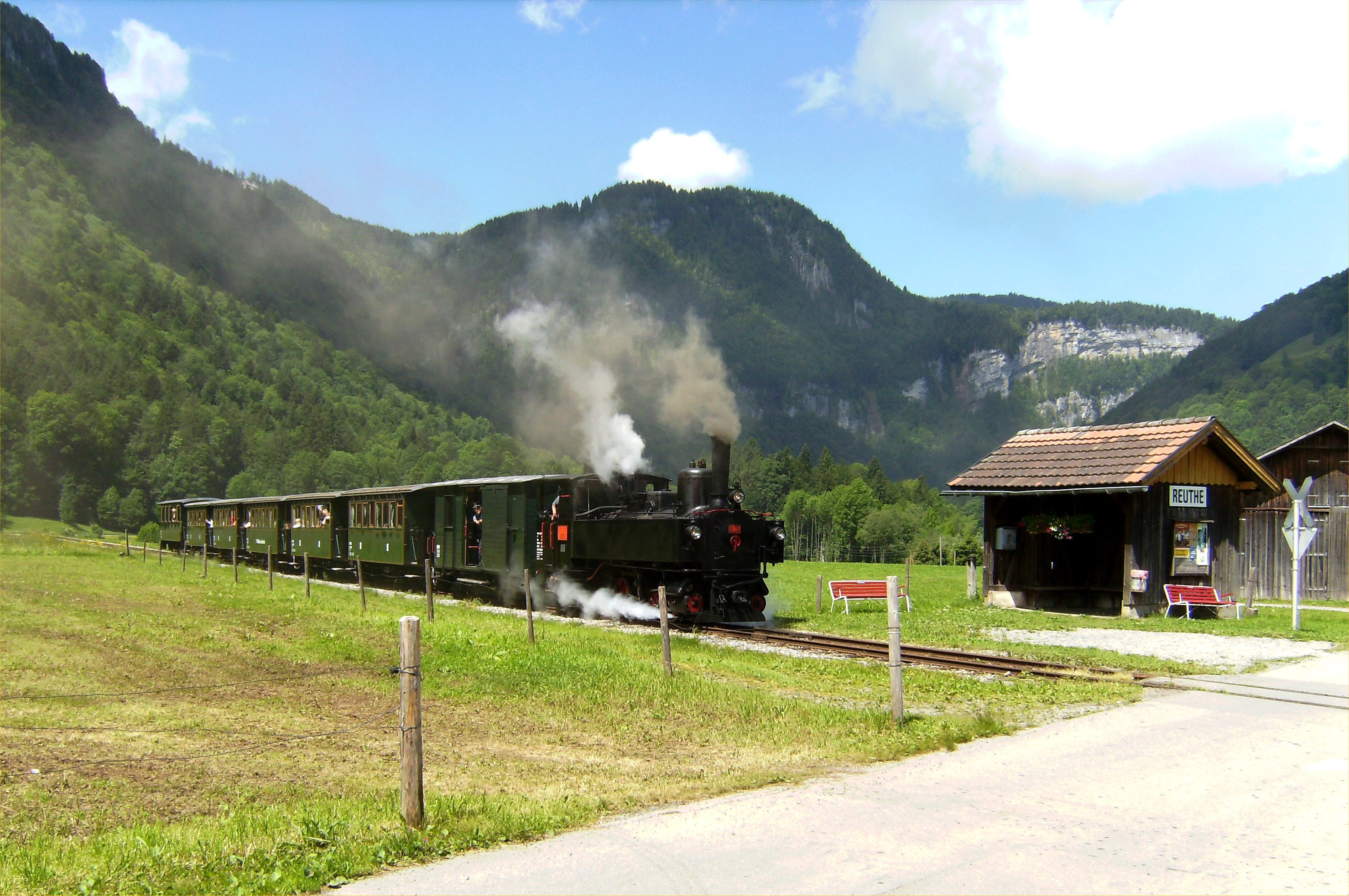
Bregenzerwaldská úzkorozchodná železnice

Bregenzský les je oblíbeným výletním cílem díky svým turistickým a cyklistickým stezkám a četným lyžařským areálům. Region je oceňován pro svou panenskou přírodu, staré tradice a skutečnou pohostinnost.
Wälderbähnle známá také jako Bregenzerwaldská železnice je další atrakcí Bregenzského lesa. Jedná se o muzejní železnici, která vede na zbývající části tamní úzkokolejky, která se zachovala. Od roku 1902 do roku 1983 byla v provozu 35,5 km dlouhá trasa z Bregenzu do Bezau. Do října 2004 bylo možné svést se na 6.1 km dlouhém úseku trasy. Ta však musela ustoupit rozšíření silnice. Z původní železnice je tak v příležitostném provozu posledních 5 km.
Dosud jediné ženské muzeum v Rakousku se od roku 2000 nachází v Hittisau v Bregenzském lese. Věnuje se kulturní práci a životním podmínkám žen. Dalším muzeem v Bregenzském lese je Muzeum Angeliky Kauffmannové ve Schwarzenbergu. Je věnováno malířce Angelice Kauffmannové a bylo mj. oceněno Rakouskou muzejní pečetí.
Sdružené obecní úřady vydávají pro hosty od května do října zdarma Bregenzerwaldcard za účelem posílení veřejné dopravy a zároveň omezení individuální a volnočasové dopravy.